# Lob Nor
Le Lob Nor (du mongol Лоп Нуур/Lop Nuur, littéralement « lac Lop » ; en ouïghour : لوپنۇر), débouché du fleuve Tarim à l'est du désert du Taklamakan, est un immense marécage salé dont la superficie diminue au fil des siècles. Il est situé au sud de Tourfan et au nord de l'ancienne ville de Miran, dans la préfecture autonome mongole de Bayin'gholin de la région autonome chinoise du Xinjiang. Les anglophones l'appellent Lop Nur et l'on rencontre aussi le nom de Lop Nor en français.

## Le site d'essais nucléaires

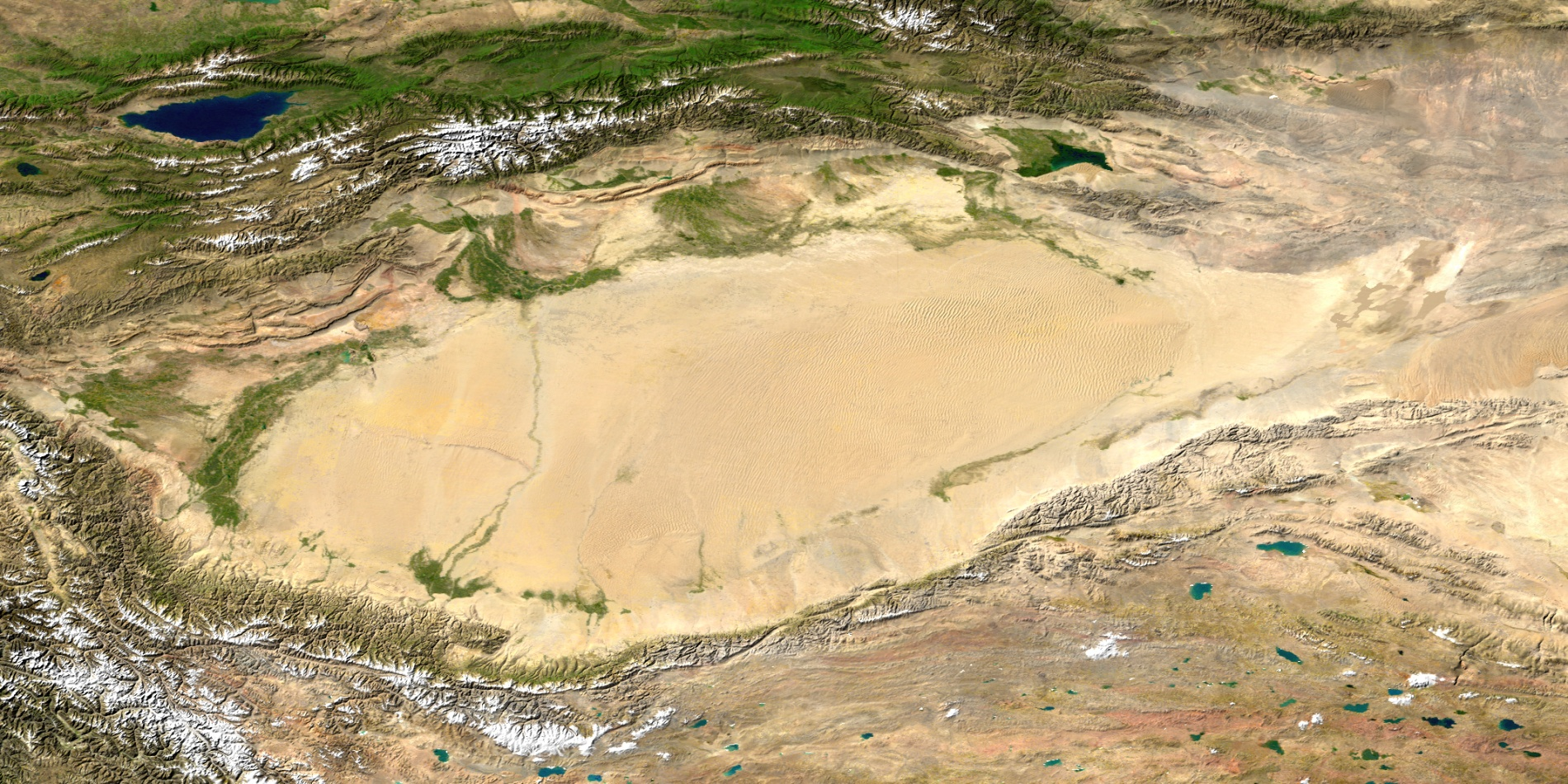
Image satellite du désert du Taklamakan.

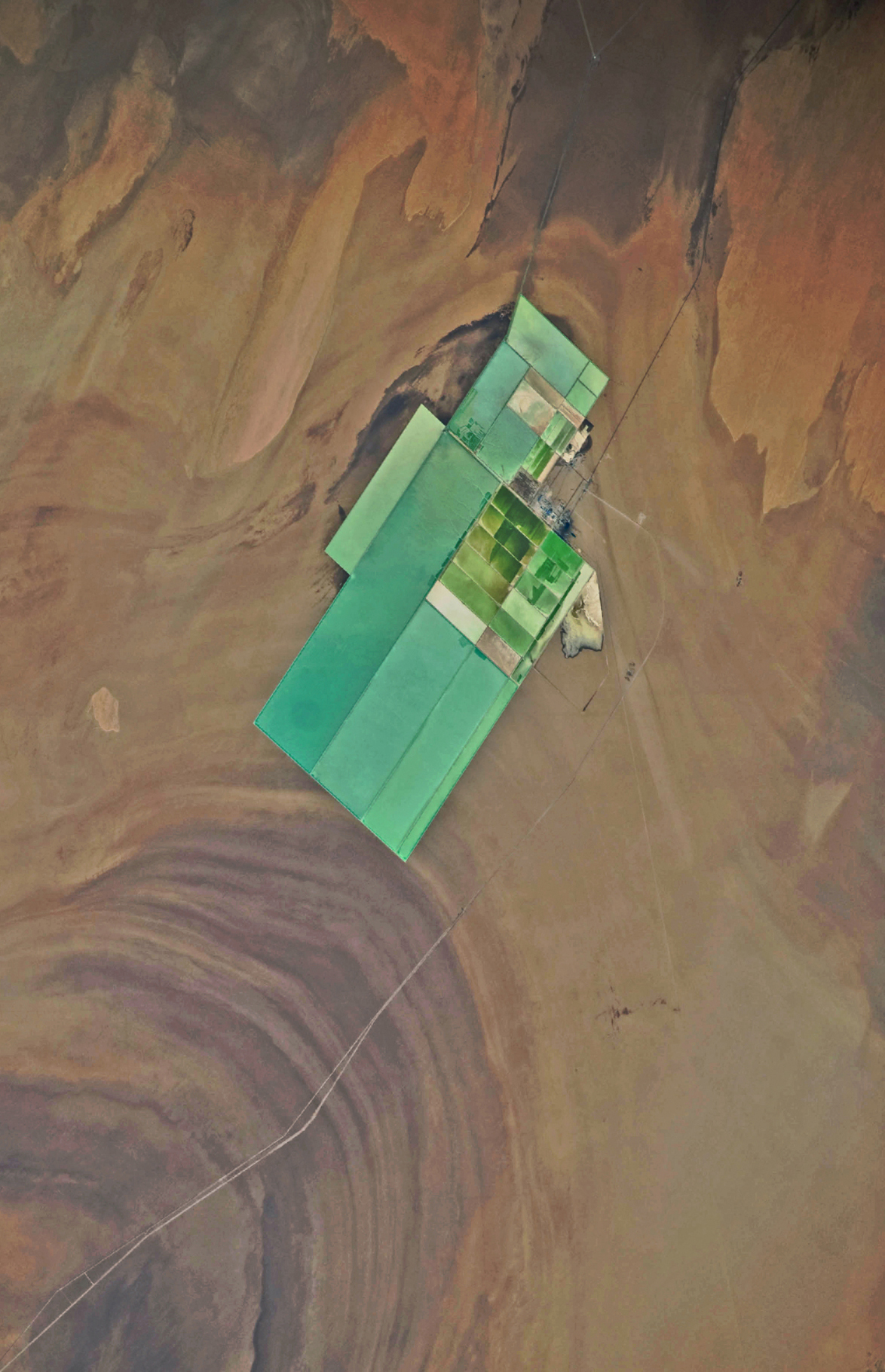
Image satellite de marais salants dans le Lob Nor.

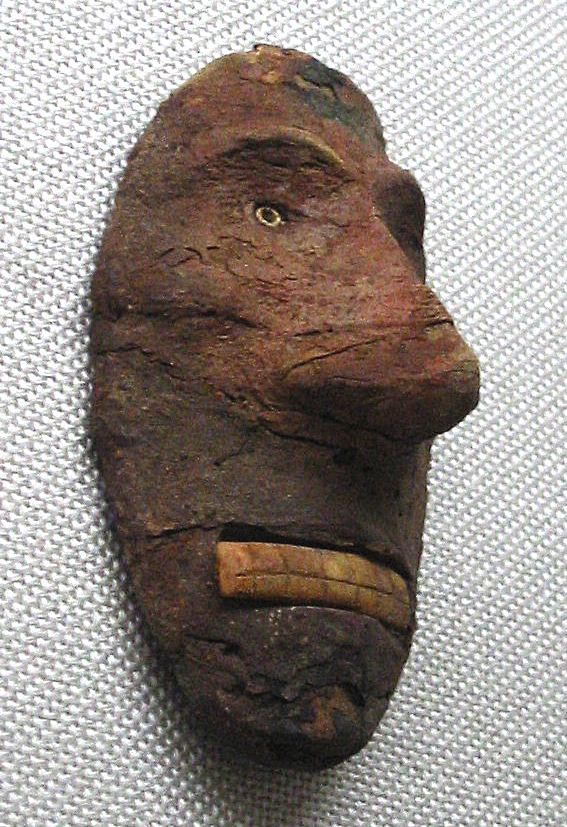
Masque de type européen, vieux de 3 à 4000 ans, Complexe funéraire de Xiaohe.

Le Lop Nor est le site des essais nucléaires chinois : 45 explosions atomiques y furent effectuées entre 1964 et 1996, dont 23 dans l'atmosphère, la dernière ayant eu lieu en 1980, et 22 sous terre, la dernière en 1996.
Le premier essai nucléaire de la République populaire de Chine, répondant au nom de code 596, eut lieu le 16 octobre 1964 sur le site. Le Test n° 6, premier essai chinois d'une bombe H, y eut lieu le 17 juin 1967.
Le choix de la zone d'essais fut établi en octobre 1959, sur les conseils d'experts russes. Le quartier général des opérations était situé dans la cité scientifique de Malan, également résidence du personnel scientifique et technique, qui avait été construite à une centaine de kilomètres au nord de la zone d'essai, près du lac Bosten.
Selon le Research Center for Turkestan and Azerbaijan (SOTA), une organisation ayant son siège aux Pays-Bas, au début des activités les habitants des localités voisines n'étaient pas évacués et c'est seulement dans les années 1970 qu'ils ont commencé à être déplacés pour quelques jours au moment des essais avant d'être autorisés à revenir sur place. Une augmentation des cancers et des malformations à la naissance a été constatée parmi la population locale, le chiffre de 200 000 décès liés aux essais nucléaires ayant même été avancé par des opposants ouïghours. Pourtant, le Lop Nor, depuis les alentours 1920 où les peuplades ouïghoures ont fui le bassin à la suite d'une peste qui les décimait, n'a plus connu de peuplement permanent.
Les journaux principaux affirment qu'au moins 210 000 personnes sont mortes d'irradiation. Certains militants ouïghours parlent d'un demi-million de morts. Un nombre important de personnes sont affectées de fentes palatines et d'autres anomalies de naissance, ainsi que par un taux d'incidence de cancer plus élevé. Vers 1990, les taux des cancers près du Lop Nor étaient plus de 35 % plus élevés que ceux de la moyenne nationale (en Chine),.
Selon le Research Center for Turkestan and Azerbaijan, la présence du centre a entraîné des manifestations de mécontentement des populations ouïghoures locales, notamment en mars 1993, où l'armée populaire de libération a tiré sur un millier de manifestants ouïghours qui s'étaient réunis devant le site, entraînant une violente émeute, des dégâts matériels importants à l'intérieur du site ainsi que de nombreuses victimes,.
Selon le Research Center for Turkestan and Azerbaijan, on estimait dans les années 1990 à environ 85 000 le nombre de personnes qui vivaient encore à proximité immédiate des anciennes zones d'essais, soumises par là même à un niveau de pollution radioactive dangereusement élevé.
Le livre The Nuclear Express: A Political History of the Bomb and its Proliferation affirme que la Chine aurait secrètement permis l'accès au site d'essai atomique de Lop Nor au Pakistan et à la France.
Selon l'organisation américaine Nuclear Threat Initiative, depuis son ultime essai atmosphérique le 11 octobre 1980, la Chine se conforme dans les faits au traité d'interdiction partielle des essais nucléaires et a officiellement annoncé l'arrêt définitif des dits essais le 21 mars 1986. De plus, elle a annoncé un moratoire sur les essais souterrains à partir du 30 juillet 1996 puis a signé le traité d'interdiction complète des essais nucléaires le 24 septembre de la même année.